# Barillas F.C.

El Barillas FC es el equipo de Santa Cruz Barillas.

## Jugadores
El Hondureño Luis Santamaría es el actual capitán y de los mejores defensas de la primera división junto con sus compañeros.

### Jugadores destacados
- Omar Morales
- Ángel Dionicio Rodríguez Mejía
- Luis Santamaría

## Estadio
Carlos Enrique Mérida Cardona.
Equipo: CSD Barillas 
Establecido: 
Ciudad: Santa Cruz Barillas/Huehuetenango 
Campo: Carlos Enrique Mérida Cardona
País: Guatemala